# 馬里昂鎮區 (阿肯色州沃希托縣)
馬里昂鎮區（英語：Marion Township）是位於美國阿肯色州沃希托縣的一個行政鎮區。

## 地方資料
馬里昂鎮區的面積為138.69平方千米，當中陸地面積為138.62平方千米，而水域面積為0.07平方千米。根據2010年美國人口普查的數據，當地共有人口764人，而人口密度為每平方千米5.51人。